# Nebeska mehanika
Nebeska mehanika je grana astronomije koja proučava gibanje nebeskih tijela pod djelovanjem sile, te stanje ravnoteže samih tijela. U užem smislu, to je primjena klasične mehanike, a osim gravitacijske sile uključuje tlak elektromagnetskog zračenja, elektromagnetske sile i otpor atmosfere u kojoj se gibaju umjetni sateliti. Izraz astrodinamika označuje primjenu nebeske mehanike na umjetne satelite i međuplanetarne letjelice, a dinamička astronomija primjenu na sva gledišta nebeske mehanike i na sva tijela u svemiru. Stelarna dinamika primjena je nebeske mehanike na gibanje zvijezda u galaktici.
Nebeska mehanika proučava gravitacijske sile, koje su sveprisutne i djeluju na svim svemirskim prostranstvima. Newtonov zakon gravitacije tumači gibanje planeta oko Sunca, gibanje složenih sustava u svemiru do najvećih daljina, stvaranje i oblik nebeskih tijela. Pritom treba zapaziti jedno vrlo važno pravilo: znanje o osobinama drugih i dalekih nebeskih tijela stječe se jednako točnim, jednako valjanim metodama kao što su metode kojima se koristimo kad istražujemo najbliža nebeska tijela i tijela u laboratoriju.

## Povijest
Nebeska mehanika razvila se otkako je Isaac Newton u 17. stoljeću utemeljio dinamiku i ustanovio zakon opće gravitacije (Newtonov zakon gravitacije). On je pokazao da se tijelo giba oko središta gravitacijske sile (koja se smanjuje s kvadratom udaljenosti) po čunjosječnici: elipsi, paraboli ili hiperboli – ovisno o početnoj brzini. To je tzv. problem dvaju tijela, u kojem točno vrijede Keplerovi zakoni. Za problem triju tijela ne postoji opće analitičko rješenje. Ograničeni (restringirani) oblik problema razmatra gibanje triju tijela, s time da je treće tijelo točkasto i bez mase. Za treće je tijelo Joseph-Louis Lagrange našao da može neporemećeno opstati u sustavu, na položaju pet točaka u ravnini u kojoj se sva tijela gibaju (Lagrangeove točke). Potvrda je toga postojanje planetoida Trojanaca, koji se nalaze na Jupiterovoj stazi, 60° ispred i iza Jupitera, a slično se ponašaju i neki planetni sateliti.
Kako u Sunčevu sustavu ima mnogo tijela, ustanovljeno je da je staza svakoga tijela poremećena ostalim tijelima, i to tim jače što je tijelo manje mase. Zato su Keplerovi zakoni samo približni. Otkloni su maleni jedino zbog toga što su i mase svih tijela mnogo manje od Sunčeve. Nakon Newtona, nebeska mehanika razvijala se u matematičkoj obradbi poremećaja (perturbacija), kao otklona od matematičkoga rješenja problema dvaju tijela, što zapravo znači otklon od elipse. Budući da su poremećaji mali, rabi se elipsa kojoj se parametri postupno mijenjaju; trenutačna se elipsa naziva oskulirajućom. Diferencijalne jednadžbe koje izražavaju vremenske promjene svih mjerila (parametara) elipse izveo je Joseph-Louis Lagrange (Lagrangeove planetarne jednadžbe); one su točne (egzaktne), ali mogu se riješiti jedino brojčano (numerički), uzastopnim približenjima (sukcesivnim aproksimacijama), i to za ograničeno vremensko razdoblje. Sljedeći značajan prinos nebeskoj mehanici dao je Henri Poincaré. Nebeska mehanika znatno je pridonijela razvoju klasične mehanike.
Na temelju teorije poremećaja Uranove staze otkriven je 1846. Neptun. Primjer poremećaja pruža Mjesečevo gibanje u polju Zemljine i Sunčeve gravitacije. Pretežno zbog Sunčeva djelovanja, Mjesečeva staza, koja je za 5° otklonjena od ravnine ekliptike, zakreće se u prostoru i puni okret učini u 18.6 godina (regresija Mjesečevih čvorova). Umjetni Zemljini sateliti trpe najveće poremećaje zbog toga što raspored masa unutar Zemljina tijela nema sfernu simetriju. To je svojstvo iskorišteno za ispitivanje rasporeda masa na Mjesecu, Veneri i Marsu, oko kojih je kružilo više umjetnih satelita, a primijenjeno je i za rješavanje praktičnih zadataka slanja međuplanetnih letjelica, upravljanja njima i njihova dometa. Jedna od osnovnih zadaća nebeske mehanike bila je ustanoviti budući položaj tijela, što je omogućeno višestoljetnim i vrlo točnim mjerenjima položaja nebeskih tijela. U dohvatu je nebeske mehanike i određenje sekunde s pomoću Zemljine vrtnje, te gibanja Mjeseca i planeta.
Simon Newcomb je istraživao gibanje Mjeseca i odredio točne vrijednosti niza osnovnih astronomskih konstanti. Poznat je po vrlo točnim tablicama gibanja planeta, Mjeseca i zvijezda. Zajedno s A. A. Michelsonom mjerio je brzinu svjetlosti.
Problem međudjelovanja više od triju tijela (problem n-tijela) rješava se brojčano, uporabom elektroničkih računala. Pri razmatranju ponašanja proizvoljnoga broja tijela manje važnim postaje staza jednoga tijela od statističkoga ponašanja cijelog sustava. Jedan je od problema međudjelovanja više tijela i pitanje stabilnosti Sunčeva sustava u dugom vremenu. Rezonancije i komenzurabilnosti pojave su uređenja staza i perioda revolucije jednih tijela drugima; primjer je gomilanje planetoida s periodima koji su u jednostavnom odnosu prema Jupiterovu periodu. Pukotine pak u planetoidnom pojasu odgovaraju tzv. kaotičnim ili nepredvidivim stazama. Time je primjena Newtonovih zakona gibanja i zakona gravitacije, za koje se smatralo da mogu predvidjeti sva buduća gibanja svemirskih masa, dobila novi oblik (dimenziju). Osim utjecaja konzervativnih sila, kada je mehanička energija sustava sačuvana, nebeska mehanika razmatra i utjecaj disipativnih sila, pa se zbog toga njome razmatra odnos plime, rotacije i revolucije međudjelujućih tijela.
Newtonova mehanika provjeravana je gibanjima tijela, kao zamišljenim točkastim masama, po njihovim putanjama, a također i kao prostornim tijelima, kojih je vrtnja, odnosno prostorni položaj osi vrtnje, također uvjetovana međudjelovanjem s drugim tijelima. Utvrđeno je da je Newtonov zakon gravitacije približno obuhvaćen općenitijom, relativističkom teorijom; primjer je zakret Merkurova perihela.

## Keplerovi zakoni
Keplerovi zakoni opisuju gibanje planeta oko Sunca. Tri su Keplerova zakona:
1. Prvi Keplerov zakon − svi planeti gibaju se po elipsama kojima je jedno od žarišta Sunce.
2. Drugi Keplerov zakon − radijus-vektor (provodnica) Sunce-planet (dužina koja spaja središte Sunca i trenutni položaj planet), prelazi u jednakim vremenskim razmacima jednake površine.
3. Treći Keplerov zakon − Kvadrati ophodnih vremena planeta proporcionalni su kubovima njihovih srednjih udaljenosti od Sunca.

Gibanje satelita oko matičnog planeta i svaki drugi sličan sustav također se opisuju Keplerovim zakonima. Naziv su dobili po njemačkom astronomu Johannesu Kepleru. Obrađujući vrlo precizna promatranja koja je izvršio Tycho Brahe, Kepler je uočio neslaganje kretanja planeta s njihovim pretpostavljenim kružnim putanjama. Analizirajući geometrijski oblik planetskih putanja zaključio je da se planeti ne gibaju oko Sunca po pravilnim kružnicama (kao što je mislio Kopernik), već da su njihove staze, zapravo, (uglavnom blage) elipse i da se po njima planeti kreću po određenim zakonitostima. Usporedivši svoje pretpostavke s rezultatima promatranja, ustanovio je da se vrlo dobro slažu. Tako je formulirao tri najznačajnija zakona kinematike Sunčeva sustava.
Pokazalo se da svi Keplerovi zakoni vrijede i za sustave satelita svakog planeta, odnosno općenito za sve sustave u Svemiru, samo je za svaki od njih konstanta {\displaystyle k} iz trećega zakona različita. Pošavši od Keplerovih zakona, Newton je postavio temelje ogromnom području nebeske mehanike i posredno utjecao na nagli razvoj matematike, fizike i pojavu sasvim novog pravca u filozofskom tumačenju svijeta.

## Newtonov zakon gravitacije
Newtonov zakon gravitacije ili opći zakon gravitacije iskazuje da se svaka dva tijela privlače uzajamno silom koja je proporcionalna (u skladu) umnošku njihovih masa, a obrnuto proporcionalna kvadratu njihove međusobne udaljenosti:
{\displaystyle F=G{\frac {m_{1}m_{2}}{r^{2}}}\ }
gdje je:
- F - uzajamna sila privlačenja između dva tijela (kg), i vrijedi F = F1 = F2,
- G - univerzalna gravitacijska konstanta koja otprilike iznosi 6.67428 × 10−11 N m2 kg−2,
- m1 - masa prvog tijela (kg),
- m2 - masa drugog tijela (kg), i
- r - međusobna udaljenost između središta dva tijela (m).

### Kruženje satelita
Isaac Newton je shvatio da je kružno gibanje sastavljeno od dviju komponenti, od gibanja stalnom brzinom po pravcu i od jednoliko ubrzanog gibanja sa smjerom prema središtu kruženja. Kad ne bi bilo privlačenja, tijelo bi jednolikom brzinom vk odmicalo po pravcu i za vrijeme t prešlo put vk∙t. No istodobno, zbog gravitacijskog privlačenja, tijelo pada prema centru i u tom padu, u vrijeme t, prevali put gt2/2. Ako tijelo ipak ostaje na kružnici, mora biti da ono u vrijeme t za toliko odmakne od kružnice za koliko ujedno i padne na kružnicu! Taj proces prisutan je na svakom mjestu kružnice, na svakom ma kako malom odsječku puta. Ako bi brzina gibanja v bila manja od brzine kruženja vk, to tijelo bi zbog slobodnog pada prišlo centru Zemlje više nego što bi se u jednolikom gibanju po pravcu od nje odmaknulo, pa bi tako prelazilo s kružnice većeg polumjera na kružnicu manjeg polumjera, te bi u spirali napokon palo na Zemlju. 
Prisilimo li neko tijelo da se na vrtuljku giba brzinom v, tada ono u smjeru prema centru ima ubrzanje g (centripetalno ubrzanje). Između brzine gibanja v po kružnoj stazi polumjera r i centripetalne akceleracije g postoji veza:
{\displaystyle g={\frac {v^{2}}{r}}}
Giba li se tijelo po kružnici i pojačamo li centripetalnu silu, porast će i ubrzanje i brzina. No ako je sila privlačenja gravitacijska, a u centru gibanja nalazi se masa M, tada je centripetalna akceleracija posve određena i jednaka izrazu:
{\displaystyle g=G{\frac {M}{r^{2}}}\ }
Tim uvjetom se za dani polumjer staze od svih mogućih centripetalnih ubrzanja odabire samo jedno ubrzanje (akceleracija), a njoj odgovara samo jedna, posve određena brzina. Izjednačavanjem gornjih dvaju izraza, dobivamo:
{\displaystyle v=v_{k}={\sqrt {\frac {GM}{r}}}}
Za Zemlju (M = 6 ∙1024 kg) brzina kruženja ili orbitalna brzina na samoj površini (r = 6 378 km) iznosila bi 7 910 m/s ili 7.91 km/s. Ta se brzina zove i prvom kozmičkom brzinom. Na svakoj drugoj razini iznad površine Zemlje brzina kruženja ima drugu vrijednost.

### Oslobađanje satelita
Što se događa kada se brzina satelita poveća iznad brzine kruženja vk. Svaka veća brzina dovest će do izduženja staze (putanje). Kružnica prelazi u elipsu, a elipsa malog ekscentriciteta prelazi u elipsu većeg ekscentriciteta. Kada staza postane parabola, tijelo će napustiti Zemljinu blizinu i slobodno odletjeti u međuplanetarni prostor. Tada imamo brzinu oslobađanja vo ili drugu kozmičku brzinu. Tijela mogu biti međusobno vezana, ili slobodna. Tijelo je vezano i čini jedan fizički sustav sustav sa Zemljom kada leži na njoj ili se giba oko nje zatvorenom putanjom. Općenito, tijelo ima i kinetičku energiju i gravitacijsku potencijalnu energiju (energiju položaja u gravitacijskom polju). Potencijalna energija Ep mase m u okolini mase M jednaka je:
{\displaystyle E_{p}={\frac {-GMm}{r}}}
Dogovorom je potencijalnoj energiji pridijeljen negativan predznak. Vidimo da je na manjoj udaljenosti r potencijalna energija negativnija nego na većoj udaljenosti. S povećanjem razmaka potencijalna energija poprima manje negativnu vrijednost, a na beskonačnoj udaljenosti iznos joj padne na nulu. U stvari, relativno najveću vrijednost ima potencijalna energija na najvećoj udaljenosti; to je smisao negativnog predznaka. U strogom značenju tijelo je slobodno kada se nalazi na neizmjernoj udaljenosti od Zemlje. S obzirom na to da Zemlja nije sama u svemiru, već je svemirsko gravitacijsko polje složeno od mnogih pojedinačnih, tijelo će se uvijek nalaziti pod njihovim utjecajem. Zato je i pitanje slobode više praktičko pitanje: na velikim udaljenostima od Zemlje tijelo se nalazi u slobodnom stanju. Omjer gravitacijske potencijalne energije i mase m, dakle izraz - GM/r, zove gravitacijski potencijal. 
Zamislimo postupak oslobađanja tijela u slučaju kada je tijelo na početku mirovalo na Zemlji, a na kraju mirovalo na praktički beskonačnoj udaljenosti od Zemlje. Kako je kinetička energija u takvom slučaju i na početku i na kraju postupka jednaka nuli, to će tijelo morati premostiti razliku potencijalne energije Ep koja postoji između površine Zemlje i beskonačne udaljenosti. Promjena energije jednaka je konačnoj vrijednosti manje početna vrijednost. Budući da se energija ne može ni stvoriti niti izgubiti (zakon očuvanja energije), treba je preuzeti iz kinetičke energije Ek, tijelo treba odaslati sa Zemlje s nekom početnom brzinom vo:
{\displaystyle (E_{p}+E_{k})_{Z}=(E_{p}+E_{k})_{s}\,}
{\displaystyle {\frac {1}{2}}mv_{o}^{2}+{\frac {-GMm}{r}}=0+0}
Tijelo mora krenuti s brzinom oslobađanja vo:
{\displaystyle v_{o}={\sqrt {\frac {2GM}{r}}}}
Postupak se može odvijati i u suprotnom smjeru. Pri slobodnom padu od beskonačnosti do daljine r razlika potencijalne energije prelazi u kinetičku, i brzina vo koju tijelo ima ovisi o udaljenosti r od centra privlačenja mase M. To znači da bi tijelo u slobodnom padu palo do nekog položaja r s istom onom brzinom s kojom se s tog položaja u gravitacijskom polju mora osloboditi. Brzina oslobađanja sa Zemlje iznosi 11.2 km/s i naziva se još drugom kozmičkom brzinom. Želimo li tijelo koje već kruži oko mase M osloboditi, trebat će mu do brzine oslobađanja dodijeliti manju energiju nego kad je ležalo na Zemlje. Brzinu tijela treba povećati od vk do vo, ustvari kinetičkoj energiji treba dodati iznos G M m / 2 r; dakle, tijelu treba dovesti još toliko kinetičke energije koliko kinetičke energije već ima. Na takav se način postupa s svemirskim letjelicama koje se otpremaju na planete. One se najprije lansiraju u putanju oko Zemlje, gdje je bezzračni prostor, a onda se u odabranom trenutku ponovo pale raketni motori, raketa postiže brzinu oslobađanja i usmjeruje letjelicu prema cilju. 

### Gibanje umjetnih satelita
Umjetni sateliti se lansiraju u putanje koje imaju različite ekscentricitete. Brzina kojom se gibaju ovisi o položaju na putanji. Na većim udaljenostima od Zemlje brzina kruženja vk manja je od 7.9 km/s. Na slici je nekoliko oblika putanje satelita koji prolaze točkom koja je na nekoj visini od površini Zemlje. Točka najbliža Zemlji na toj putanji zove se perigej, a točka najveće udaljenosti apogej. Putanja C je kružnica i satelit se giba sa stalnom brzinom, s brzinom kruženja za tu daljinu. Staza D je eliptična. S približavanjem perigeju satelit postiže najveću brzinu, koja je veća od brzine kruženja na tom mjestu; da je jednaka brzini kruženja, satelit bi se gibao kružnicom. Eliptičnu putanju D ima umjetni satelit koji se giba brzinom većom od brzine kruženja, a manjom od brzine oslobađanja. 
Po nekim osobinama gibanje umjetnih satelita razlikuje se od gibanja prirodnih satelita. Najveća je razlika u tome što je masa umjetnih satelita sasvim zanemariva prema masi Zemlje. Osim Zemlje, na putanju satelita utječu i Mjesec i Sunce. Zato se satelit giba u složenom gravitacijskom polju. Ni sama Zemlja nema jednostavno gravitacijsko polje kakvo ima točkasta masa jer je spljoštena na polovima, odnosno ispupčena na ekvatoru, a osim toga, unutar već složenog oblika, materija nije jednoliko raspoređena. Mase su različito raspoređene u području mora i kopna. Veću gustoću imaju slojevi tla koji se nalaze ispod oceana, manju slojevi ispod kopna. Putanja satelita stalno se poremećuje, neprestano se mijenjaju orbitalni elementi satelita, te se ta poremećenja upravo dadu iskoristiti da bi se ocijenio oblik Zemlje i raspored masa. Podaci dobiveni nakon analize gibanja satelita nadopunjuju podatke dobivene neposrednim geodetskim premjerima Zemlje i gravimetrijskim mjerenjima (mjerenjima ubrzanja sile teže).
Drugi uzrok koji dovodi do stalne promjene putanje Zemljina umjetnog satelita je otpor Zemljine atmosfere. Atmosfera postoji i na vrlo velikim visinama, makar i rijetka, pa se njezin utjecaj osjeti nakon nekog vremena. Jasno je da je utjecaj jači u nižim dijelovima putanje, dok je satelit blizu perigeja. Satelit gubi energiju, apogej se približava Zemlji i putanje se zaobljuje. Elipsa prelazi u kružnicu, a čitava se putanja smanjuje i približava Zemlji. Satelit tone sve dublje i spiralno ulazi u gušće dijelove atmosfere gdje izgara, a katkada pokoji njegov dio dospijeva i do tla.

## Problem dvaju tijela
Problem dvaju tijela, ili točnije rečeno gravitacijski problem dvaju tijela, osnova je nebeske mehanike. Primjenjuje se kod gibanja planeta oko Sunca, gibanja prirodnih satelita, te dvostrukih zvijezda. Kod proučavanja Newtonovog zakona gravitacije (opći zakon gravitacije) prešutno se drži da je masa satelita zanemariva u odnosu na masu središnjeg tijela (m ≪ M). Takvo gibanje možemo razmatrati kao problem jednog tijela, a njegovo tumačenje je, svakako, najjednostavnije. Pretpostavka nije ispunjena već u sustavu Zemlje i Mjeseca. Iako Mjesec ima 81 put manju masu nego Zemlja, njegov je utjecaj na gibanje Zemlje oko Sunca mjerljiv. Problem dvaju tijela je znači proučavanje gibanja u sustavu dvaju tijela ako omjer njihovih masa nije beskonačan ili jednak nuli. Kod problema dvaju tijela točno vrijede Keplerovi zakoni.

## Problem triju tijela
Problem triju tijela u nebeskoj mehanici, za razliku od problema dvaju tijela, nema opće analitičko rješenje. Restringirani (ograničeni) oblik problema razmatra gibanje triju tijela, s time da je treće tijelo točkasto i bez mase. Za treće je tijelo Joseph-Louis Lagrange našao da može neporemećeno opstati u sustavu, na položaju 5 točaka u ravnini u kojoj se sva tijela gibaju (Lagrangeove točke). Potvrda je toga postojanje planetoida Trojanaca, koji se nalaze na Jupiterovoj stazi, 60° ispred i iza Jupitera, a slično se ponašaju i neki planetni sateliti. Kako u Sunčevu sustavu ima mnogo tijela, ustanovljeno je da je staza svakoga tijela poremećena ostalim tijelima, i to tim jače što je tijelo manje mase. Zato su Keplerovi zakoni samo približni. Otkloni su maleni jedino zbog toga što su i mase svih tijela mnogo manje od Sunčeve. Nakon Isaaca Newtona, nebeska mehanika razvijala se u matematičkoj obradbi poremećaja (perturbacija), kao otklona od matematičkoga rješenja problema dvaju tijela, što zapravo znači otklon od elipse. Budući da su poremećaji mali, rabi se elipsa kojoj se parametri postupno mijenjaju; trenutačna se elipsa naziva oskulirajućom. Diferencijalne jednadžbe koje izražavaju vremenske promjene svih parametara elipse izveo je Joseph-Louis Lagrange (Lagrangeove planetarne jednadžbe); one su točne (egzaktne), ali mogu se riješiti jedino numerički, uzastopnim približenjima (sukcesivnim aproksimacijama), i to za ograničeno vremensko razdoblje. 

## Određivanje masa
Ponašanje nebeskih tijela otkriva svojstva gravitacijskog polja u kojemu se ta tijela nalaze. Na osnovi gibanja satelita otkriva se masa centralnog tijela (baricentar). Određivanje masa svemirskih tijela jedno je od najvažnijih primjena nebeske mehanike. Masu ćemo odrediti, već prema podacima od kojih polazimo, ili na temelju ubrzanja na površini, ili poznavanjem brzine kruženja satelita, ili pak uz pomoć trećeg Keplerovog zakona. Općenito, masa jednog tijela očituje se ubrzanjem koju ta masa daje drugom tijelu. Stoga je planetima koji nemaju satelite teško procijeniti masu!

### Masa Zemlje
Masu Zemlje određujemo tako da izmjerimo površinsko ubrzanje slobodnog pada i polumjer Zemlje. Na osnovu izraza za slobodni pad:
{\displaystyle g=G{\frac {Mm}{r^{2}}}\ }
dobivamo ako pretpostavimo da je masa drugog tijela na površini Zemlje beznačajno mala:
{\displaystyle M=g{\frac {r^{2}}{G}}\ }

### Masa Sunca
Mjerenja su važna u slučaju svemirskih tijela na koja ljudi ili njihovi mjerni instrumenti nisu prisutni. Uzmemo li poznatu brzinu kruženja Zemlje oko Sunca od 29.8 km/s i srednju udaljenost od r = 1.496 ∙106 km, dobivamo:
{\displaystyle M_{\odot }=g{\frac {rv^{2}}{G}}\ =2\cdot 10^{30}\ \mathrm {kg} }

### Masa naše Galaktike
Za određivanje mase Sunca može se iskoristiti i treći Keplerov zakon, a može se primijeniti i za računanje mase naše Galaktike (Mliječni put). U Sunčevu sustavu je gotovo sva masa koncentrirana u Suncu, pa brzina planeta obavezno opada s udaljenosti, a ophodno vrijeme planeta se povećava. Za takva se tijela kaže da se gibaju Keplerovim brzinama. U galaktikama postoji bitna razlika. Iako je masa najjače zgusnuta u središnjim dijelovima galaktika, ima je i u daljim dijelovima, posebno u spiralnim krakovima. Stoga se dijelovi Mliječnog puta ne gibaju Keplerovim brzinama, pa će sljedeći račun dovesti do približne vrijednosti mase Galaktike. Sunce je smješteno na perifernim dijelovima Galaktike, na udaljenosti od 8.5 kps, a oko centra obiđe za 230 milijuna godina. Na osnovu trećeg Keplerovog zakona, nalazimo masu koja je usredotočena unutar Sunčeve galaktičke staze:
{\displaystyle M={\frac {4\pi }{G}}\cdot {\frac {r^{3}}{P^{2}}}\ =2\cdot 10^{41}\ \mathrm {kg} =100\cdot 10^{9}\ M_{\odot }}
gdje je {\displaystyle M_{\odot }} masa Sunca. Iz Sunčeva gibanja ne da se odrediti koliko je mase preostalo na većim udaljenostima od centra Mliječnog puta.

### Masa dvojnih zvijezda
Sustavi dvojnih zvijezda predstavljaju jedinstvenu priliku da se zvijezdama odredi masa. Svaka je zvijezda u dvojnom sustavu u stvari prirodni satelit one druge. Zbroj masa zvijezda određuje se izravno po trećem Keplerovom zakonu za dvojne sustave, tako da se mjeri razmak r i ophodno vrijeme P:
{\displaystyle {\frac {r^{3}}{P^{2}}}={\frac {G}{4\pi ^{2}}}\cdot (M_{1}+M_{2})}
Zahtjev za poznatim razmakom svodi se na zahtjev za poznatom udaljenošću, moguće mu je odgovoriti ako se može izmjeriti udaljenost dvojne zvijezde. Točnija vrijednost mase dobiva se ako period P nije predug. Dvojnih zvijezda ima s periodom od dijela jednog sata do nekoliko desetaka tisuća godina, kada je period veoma teško izmjeriti jer se zvijezde sporo miču.  Da bi se odredile i pojedinačne mase zvijezda dvojnog sustava, potrebno je odrediti omjer njihovih udaljenosti od centra mase r1/r2. Taj omjer je obrnuto razmjeran masama. On se određuje ili izravnim promatranjem staza, ili posredno, spektroskopskim mjerenjima brzina, jer je omjer srednjih brzina jednak omjeru srednjih udaljenosti od centra mase.

### Masa Mjeseca
Zemlja ne putuje točno po elipsi oko Sunca, nego se tako kreće centar mase (baricentar) Zemlja - Mjesec. Zemlja stoga kao da “glavinja” na stazi, u ritmu Mjesečevih obilazaka. U trenutku prve četvrti Zemlja prethodi centru mase, a Mjesec zaostaje; u trenutku posljednje četvrti Zemlja zaostaje na stazi za centrom mase, a Mjesec mu prethodi. Promatra li se prividno gibanje Sunca među zvijezdama, njegovo će mjesto odražavati nejednaku brzinu napredovanja Zemlje, jer promatramo sa Zemlje, a ne iz centra mase (promatranja sa Zemlje svode se najprije na položaj zamišljenog promatrača u centru Zemlje). Centar mase giba se Keplerovom brzinom, a od njega Zemlja zaostaje ili brza za kut α. Kut određen iz prividnog gibanja Sunca iznosi 6.44”. Sada se može pronaći udaljenost centra Zemlje od centra mase, jer je ona jednaka luku kružnice kojoj je polumjer astronomska jedinica. Računom dobivamo r1 = 4 670 km. Ta se točka nalazi unutar Zemljine kugle! Budući da je udaljenost centra Zemlje od centra Mjeseca u prosjeku 384 400 km, udaljenost centra Mjeseca od centra mase iznosi r2 = 379 729 km,  a njegova masa je MM = MZ · r2 / r1 = MZ / 81.3.